# Emil Johansson
Emil Johansson (Karlskoga, 11 augustus 1986) is een voormalig voetballer uit Zweden die als verdediger speelde.

## Clubcarrière

### Degerfors IF
Johansson doorliep de jeugdopleiding van Karlskoga SK en Degerfors IF, waarna hij uitkwam voor het eerste elftal van deze zelfde club.

### Hammarby IF
Hierna verhuisde hij naar Hammarby IF, hij speelde hier drie seizoenen.

### Molde FK
Molde FK pikte Johansson in het seizoen 2009/2010 op, hij speelde hier vervolgens twee jaar.

### FC Groningen
In de zomerstop van 2011 werd Johansson door FC Groningen gecontracteerd. Hij werd gepresenteerd op 24 juni 2011. Naast FC Groningen komt Johansson ook uit voor het Zweeds voetbalelftal. Johansson wordt gezien als de vervanger van de vertrokken Fredrik Stenman. Door een blessure heeft Johansson amper minuten gemaakt in de basis van FC Groningen. En het liep ook al niet lekker met trainer Robert Maaskant, die enkele uitlatingen deed over de speler.

### Sandnes Ulf en Degerfors IF
Op 13 januari 2014 maakte de club bekend dat Johansson per direct vertrok naar de Noorse club Sandnes Ulf. Johansson keerde in 2015 terug Degerfors IF en besloot zijn loopbaan in 2019 op lager niveau bij Bråtens IK. Hij is werkzaam als verpleegkundige.